# 南方官話
南方官話通常指分布于中国南方地区的官話，包括西南官話、江淮官話。
此官话分区主要来自刘勋宁《再论汉语北方话的分区》（1995）等文献，主要特征为入声未发生分化。